# Copenhagen Vikings (football americano)
I Copenhagen Vikings sono stati una squadra di football americano di Copenaghen, in Danimarca.
Fondati nel 1987, hanno chiuso nel 1990 e molti loro giocatori hanno contribuito a fondare i Copenhagen Towers; hanno conquistato 2 volte il Mermaid Bowl.

## Palmarès
- 2 Mermaid Bowl (1988[1], 1989)